# 钢结构博物馆
钢结构博物馆，或称深圳中国钢结构博物馆是一个以建筑钢结构为主题的博物馆，由中建科工集团有限公司建立于2017年。
博物馆位于广东省深圳市南山区后海中心路以西、登良路以南，东侧为中建科工集团总部大厦。博物馆占地面积4468平方米，主体部分位于地下，在下沉式的广场有钢结构玻璃圆厅作为入口。
博物馆著名展品有泸定桥铁索、美国世贸中心911袭击残骸等。

## 交通
- 深圳地铁二号线登良站

## 图集

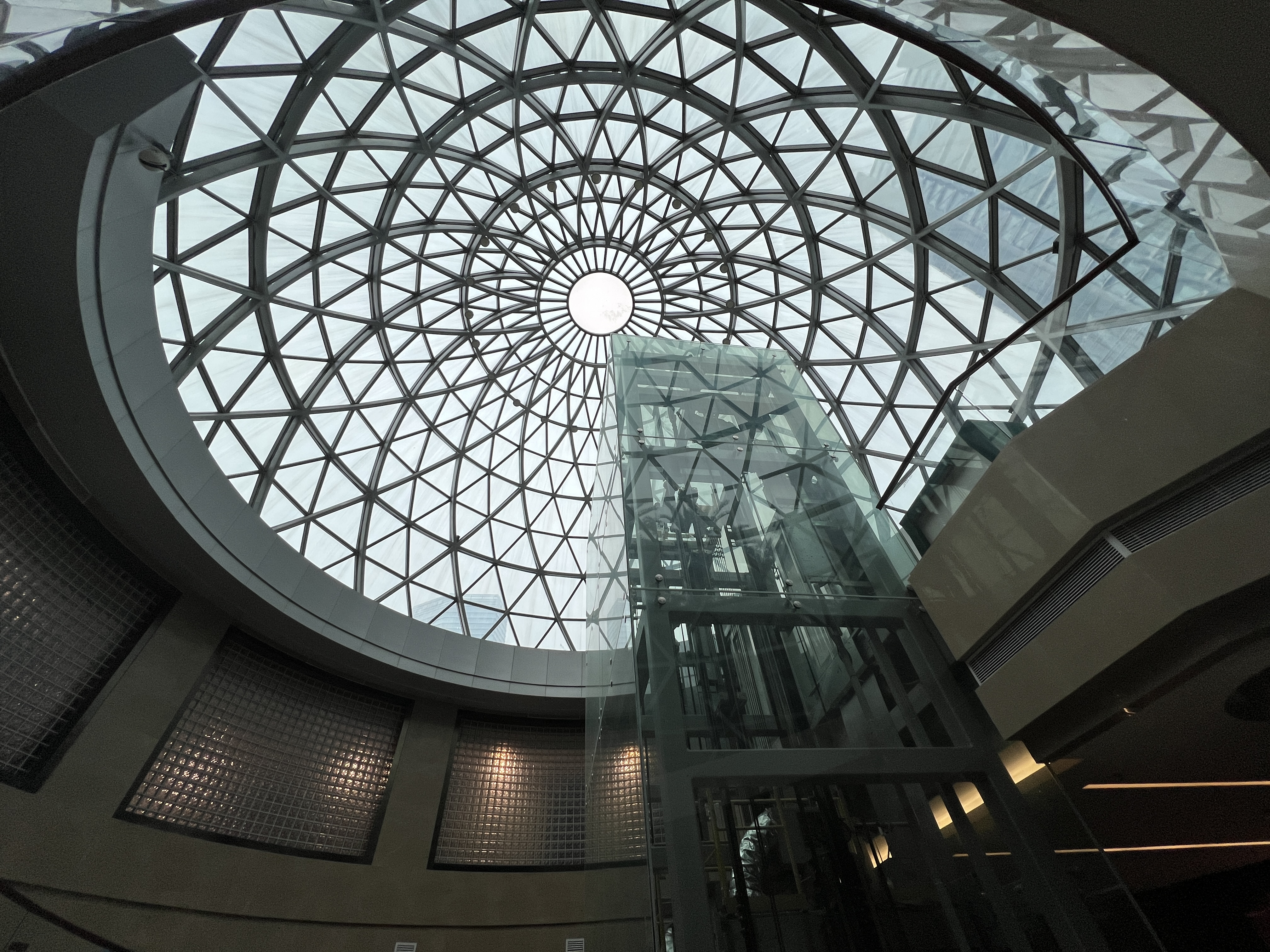
入口圆厅
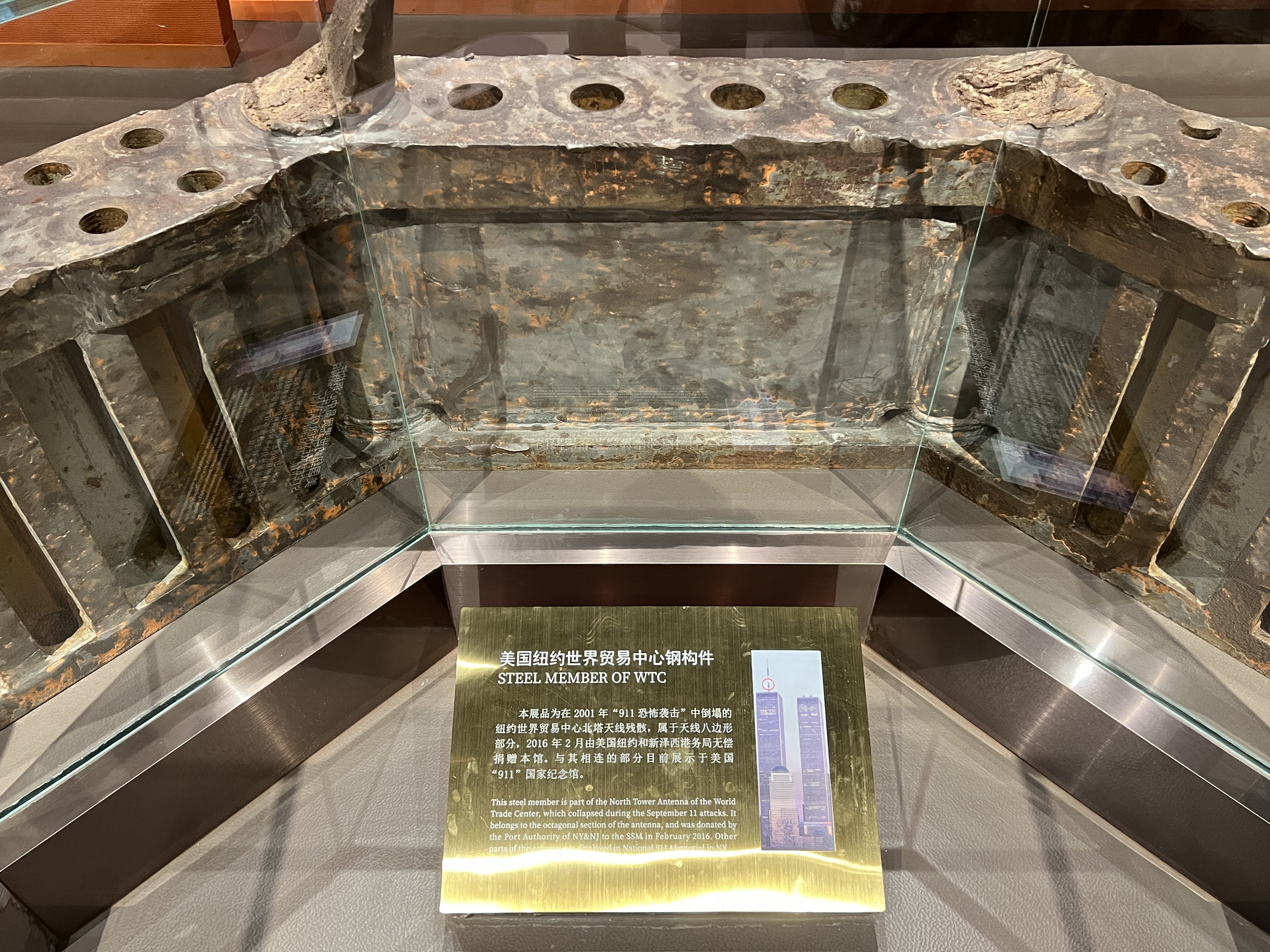
美国世界贸易中心天线遗物
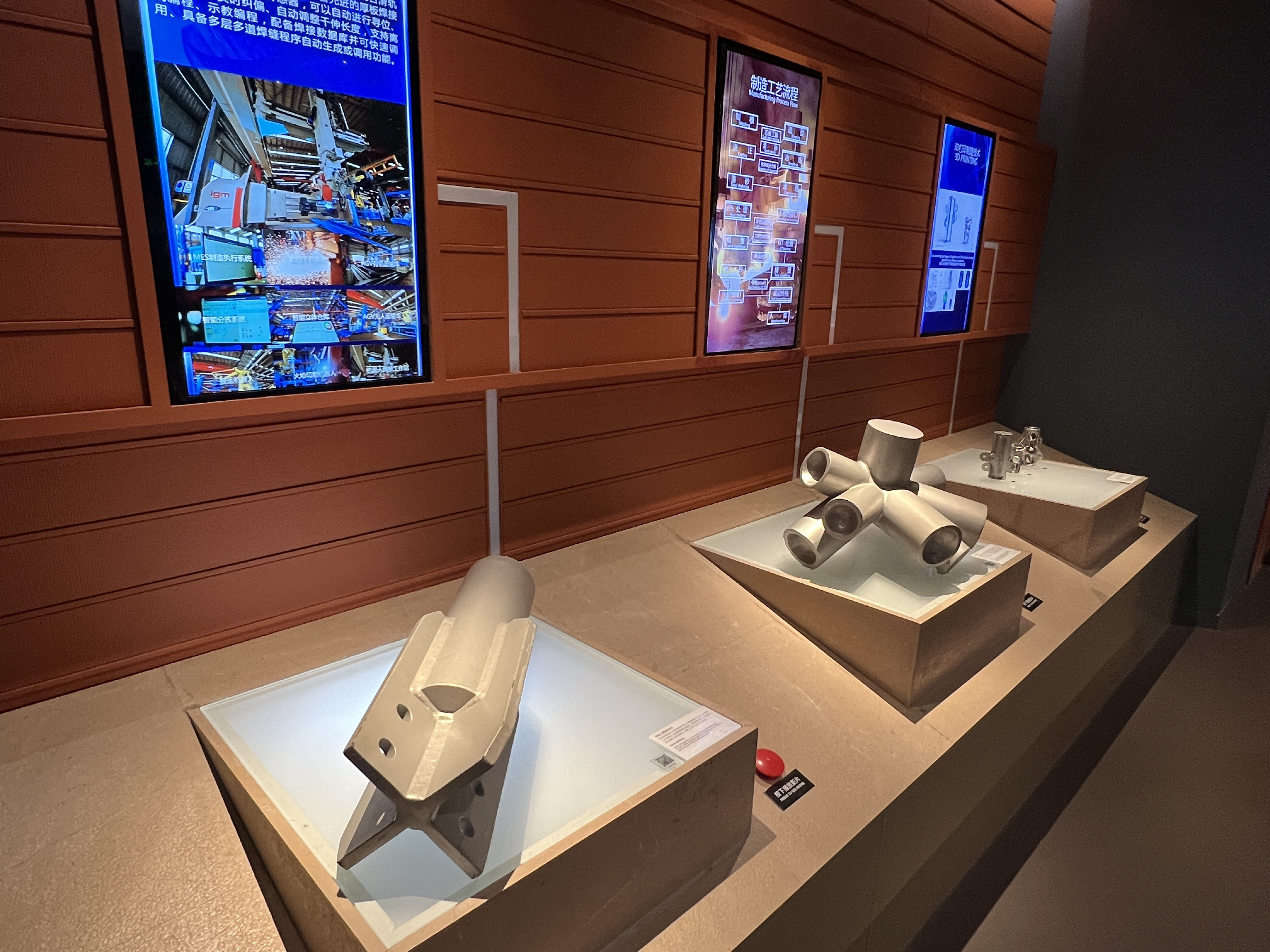
钢构件
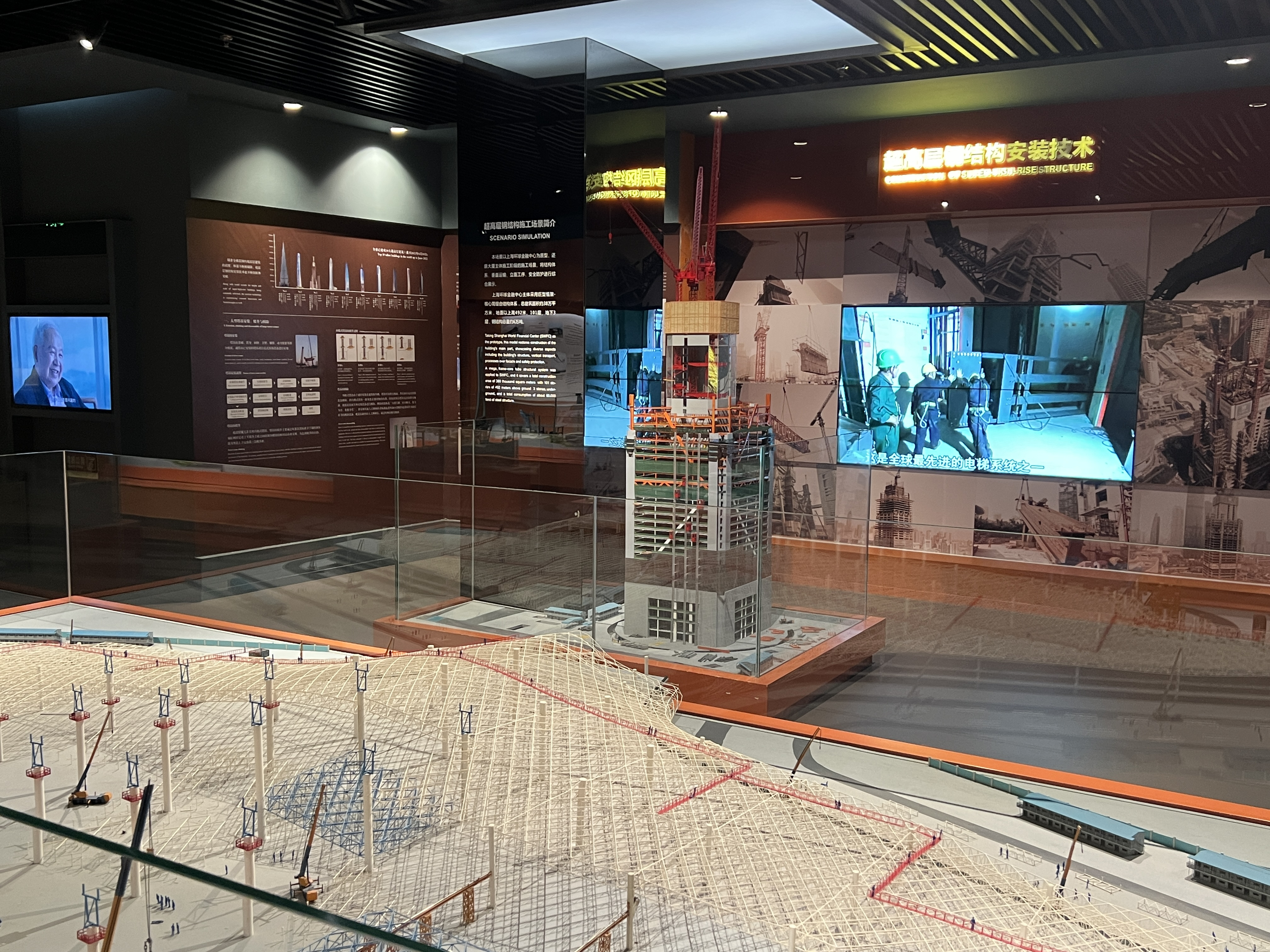
深圳宝安机场航站楼模型